# Тихоголос великий
Тихоголос великий (Arremon assimilis) — вид горобцеподібних птахів родини Passerellidae. Мешкає в Південній Америці.

## Таксономія
Великий тихоголос раніше вважався підвидом строкатоголового заросляка (A. torquatus), однак в 2010 році був визнаний Південноамериканський класифікаціний комітет окремим видом, разом з низкою інших підвидів Arremon torquatus.

### Підвиди
Виділяють чотири підвиди:
- A. a. larensis (Phelps & Phelps Jr, 1949) — Венесуела, штати Лара, Мерида і Тачира;
- A. a. assimilis (Boissonneau, 1840) — від північної Колумбія до північного Перу;
- A. a. nigrifrons (Chapman, 1923) — південно-західний Еквадор і північно-західне Перу;
- A. a. poliophrys (Berlepsch & Stolzmann, 1896) — центральне і південне Перу.

## Поширення і екологія
Великий тихоголос мешкає на узліссях і в підліску тропічних гірських вологих лісів Анд, від Венесуели до Перу. Живе на висоті до 3300 м над рівнем моря.